# Eten
Eten eller etylen är ett kolväte med summaformeln C2H4. Eten är den enklaste av alkenerna. Vid rumstemperatur är den en gas. 
Den förekommer i vissa växter som signalsubstans; den avges av vissa mognande frukter, som äpplen, och kan få andra frukter att mogna snabbare. Etenavkännande gasoreceptorer identifierades först i växter och visade sig kräva kopparjoner för att binda eten. Eten påverkar emellertid blommor negativt, så kallad allelopati, varför butiker med både äpplen och blommor i sitt sortiment måste förvara dessa varuslag åtskilt.
Inom industrin används eten framförallt som råvara till plasten polyeten (PE) som är en av de absolut vanligaste plasterna i dagens samhälle.
Eten används också som råvara för många organiska ämnen. Bland dem finns till exempel vinylklorid (används för att tillverka PVC-plast), etanol, acetaldehyd, etenoxid, ättiksyra, etylenglykol och etylbensen (används för att tillverka styren). Över 40 % av alla tillverkade organiska ämnen härstammar från början från eten. Det är dubbelbindningen som eten innehåller som gör ämnet reaktivt och lätt att omvandla till andra ämnen.